# Notarbartolo-Giardino Inglese
Notarbartolo-Giardino Inglese è la trentanovesima unità di primo livello di Palermo.
È situata nella zona centrale della città; fa parte dell'VIII Circoscrizione.